# (11290) 1991 RA1
1991 أر أي 1 (ويعرف أيضًا باسم (11290) 1991 أر أي 1 وفق تسمية الكوكب الصغير) (بالإنجليزية: 1991 RA1)‏ هو كويكب ضمن حزام الكويكبات؛ وترتيبه 11290 من حيث الاكتشاف.
اكتُشف هذا الجُرم الفلكي بواسطة Atsushi Sugie ‏ في 10 سبتمبر 1991.

## وصلات خارجية
- (11290) 1991 RA1 في قاعدة بيانات مختبر الدفع النفاث لأجرام النظام الشمسي الصغيرة

- الاكتشاف · مخطط المدار ·  العناصر المدارية · المعلمات المادية

- (11290) 1991 RA1 على موقع ويكي سكاي: DSS2, SDSS, GALEX, IRAS, Hydrogen α, X-Ray, Astrophoto, Sky Map, Articles and images